# Delaney & Bonnie
Delaney & Bonnie a fost o formație rock/soul condusă de soții Delaney și Bonnie Bramlett , ambii cântăreți și textieri .